# Населення Аруби
Населення Аруби. Чисельність населення країни 2015 року становила 112,2 тис. осіб (190-те місце у світі). Чисельність остров'ян стабільно збільшується, народжуваність 2015 року становила 12,56 ‰ (157-ме місце у світі), смертність — 8,18 ‰ (92-ге місце у світі), природний приріст — 1,33 % (89-те місце у світі) . 

## Природний рух

### Відтворення
Народжуваність на Арубі, станом на 2015 рік, дорівнює 12,56 ‰ (157-ме місце у світі). Коефіцієнт потенційної народжуваності 2015 року становив 1,84 дитини на одну жінку (146-те місце у світі).
Смертність на Арубі 2015 року становила 8,18 ‰ (92-ге місце у світі).
Природний приріст населення в країні 2015 року становив 1,33 % (89-те місце у світі).

### Вікова структура

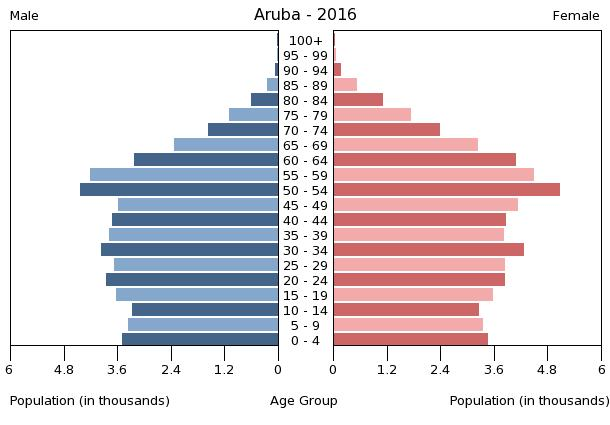
Віково-статева піраміда населення Аруби, 2016 рік

Середній вік населення Аруби становить 39,1 року (56-те місце у світі): для чоловіків — 37,3, для жінок — 40,9 року. Очікувана середня тривалість життя 2015 року становила 76,56 року (83-тє місце у світі), для чоловіків — 73,5 року, для жінок — 79,68 року.
Вікова структура населення Аруби, станом на 2015 рік, мала такий вигляд:
- діти віком до 14 років — 17,69 % (9953 чоловіки, 9888 жінок);
- молодь віком 15—24 роки — 13,27 % (7470 чоловіків, 7417 жінок);
- дорослі віком 25—54 роки — 42,59 % (23 015 чоловіків, 24 750 жінок);
- особи передпохилого віку (55—64 роки) — 13,73 % (7114 чоловіків, 8287 жінок);
- особи похилого віку (65 років і старіші) — 12,72 % (5591 чоловік, 8677 жінок)[1].

## Розселення
Густота населення країни 2015 року становила 577,2 особи/км² (23-тє місце у світі). Більшість населення країни концентрується навколо Оранієнстаду і Сінт-Ніколаса. Більшість поселень розміщується на західних гірських схилах острова.

### Урбанізація
Аруба середньоурбанізована країна. Рівень урбанізованості становить 41,5 % населення країни (станом на 2015 рік), темпи зменшення частки міського населення — 0,28 % (оцінка тренду за 2010—2015 роки).
Головні міста країни: Оранієнстад (столиця) — 29,0 тис. осіб (дані за 2014 рік).

### Міграції
Річний рівень імміграції 2015 року становив 8,92 ‰ (12-те місце у світі). Цей показник не враховує різниці між законними і незаконними мігрантами, між біженцями, трудовими мігрантами та іншими.

## Расово-етнічний склад
| Етнічний склад (2010 рік) | Етнічний склад (2010 рік) | Етнічний склад (2010 рік) | Етнічний склад (2010 рік) | Етнічний склад (2010 рік) |
| ------------------------- | ------------------------- | ------------------------- | ------------------------- | ------------------------- |
| Етнос:                    |                           |                           | Відсоток:                 |                           |
| голландці                 | голландці                 |                           | 82.1%                     | 82.1%                     |
| колумбійці                | колумбійці                |                           | 6.6%                      | 6.6%                      |
| венесуельці               | венесуельці               |                           | 2.2%                      | 2.2%                      |
| домініканці               | домініканці               |                           | 2.2%                      | 2.2%                      |
| гаїтянці                  | гаїтянці                  |                           | 1.2%                      | 1.2%                      |
| інші                      | інші                      |                           | 5.6%                      | 5.6%                      |

Головні етноси країни: голландці — 82,1 %, колумбійці — 6,6 %, венесуельці — 2,2 %, домініканці — 2,2 %, гаїтянці — 1,2 %, інші — 5,6 % населення (оціночні дані за 2010 рік).

## Мови
| Мови Аруби (2015 рік) | Мови Аруби (2015 рік) | Мови Аруби (2015 рік) | Мови Аруби (2015 рік) | Мови Аруби (2015 рік) |
| --------------------- | --------------------- | --------------------- | --------------------- | --------------------- |
| Мова:                 |                       |                       | Відсоток:             |                       |
| пап'яменто            | пап'яменто            |                       | 69.4%                 | 69.4%                 |
| голландська           | голландська           |                       | 6.1%                  | 6.1%                  |
| іспанська             | іспанська             |                       | 13.7%                 | 13.7%                 |
| англійська            | англійська            |                       | 7.1%                  | 7.1%                  |
| китайська             | китайська             |                       | 1.5%                  | 1.5%                  |
| інші                  | інші                  |                       | 1.7%                  | 1.7%                  |

Офіційна мова: пап'яменто (креольська суміш португальської, іспанської, голландської, англійської і французької, із широким залученням конструкцій з мов африканських рабів та індіанців-араваків) — розмовляє 69,4 % населення країни; голландська — 6,1 %. Інші поширені мови: іспанська — 13,7 %, англійська — 7,1 %, китайська — 1,5 %, інші мови — 1,7 % (оцінка 2010 року).

## Релігії
| Релігії на Арубі (2010 рік) | Релігії на Арубі (2010 рік) | Релігії на Арубі (2010 рік) | Релігії на Арубі (2010 рік) | Релігії на Арубі (2010 рік) |
| --------------------------- | --------------------------- | --------------------------- | --------------------------- | --------------------------- |
| Віросповідання:             |                             |                             | Відсоток:                   |                             |
| католики                    | католики                    |                             | 75.3%                       | 75.3%                       |
| протестанти                 | протестанти                 |                             | 4.9%                        | 4.9%                        |
| свідки Єгови                | свідки Єгови                |                             | 1.7%                        | 1.7%                        |
| інші                        | інші                        |                             | 12%                         | 12%                         |
| атеїсти                     | атеїсти                     |                             | 5.5%                        | 5.5%                        |
| агностики                   | агностики                   |                             | 0.5%                        | 0.5%                        |

Головні релігії й вірування, які сповідує, і конфесії та церковні організації, до яких відносить себе населення країни: римо-католицтво — 75,3 %, протестантизм — 4,9 % (методизмом — 0,9 %, адвентизмом — 0,9 %, англіканствоом — 0,4 % та іншими протестантськими течіями — 2,7 %), свідки Єгови — 1,7 %, інші — 12 %, не сповідують жодної — 5,5 %, не визначились — 0,5 % (станом на 2010 рік).

## Освіта
Рівень письменності 2015 року становив 97,5 % дорослого населення (віком від 15 років): 97,5 % — серед чоловіків, 97,5 % — серед жінок.
Державні витрати на освіту становлять 6 % ВВП країни, станом на 2011 рік (41-ше місце у світі). Середня тривалість освіти становить 14 років, для хлопців — до 13 років, для дівчат — до 14 років (станом на 2012 рік).

## Охорона здоров'я
Смертність немовлят до 1 року, станом на 2015 рік, становила 11,37 ‰ (127-ме місце у світі); хлопчиків — 14,94 ‰, дівчаток — 7,74 ‰.

### Захворювання
Станом на серпень 2016 року в країні були зареєстровані випадки зараження вірусом Зіка через укуси комарів Aedes, переливання крові, статевим шляхом, під час вагітності.
Кількість хворих на СНІД невідома, дані про відсоток інфікованого населення в репродуктивному віці 15—49 років відсутні. Дані про кількість смертей від цієї хвороби за 2014 рік відсутні.

### Санітарія
Доступ до облаштованих джерел питної води 2015 року мало 98,1 % населення в містах і 98,1 % в сільській місцевості; загалом 98,1 % населення країни. Відсоток забезпеченості населення доступом до облаштованого водовідведення (каналізація, септик): в містах — 97,7 %, в сільській місцевості — 97,7 %, загалом по країні — 97,7 % (станом на 2015 рік).

## Соціально-економічне становище
Співвідношення осіб, що в економічному плані залежать від інших, до осіб працездатного віку (15—64 роки) загалом становить 44 % (станом на 2015 рік): частка дітей — 26,4 %; частка осіб похилого віку — 17,6 %, або 5,7 потенційно працездатного на 1 пенсіонера. Загалом ці показники характеризують рівень потреби державної допомоги в секторах освіти, охорони здоров'я і пенсійного забезпечення, відповідно. Дані про відсоток населення країни, що перебуває за межею бідності, відсутні. Дані про розподіл доходів домогосподарств у країні відсутні.
Станом на 2012 рік, у країні 11,4 тис. осіб не має доступу до електромереж; 91 % населення має доступ, в містах цей показник дорівнює 100 %, у сільській місцевості — 80 %. Рівень проникнення інтернет-технологій надзвичайно високий. Станом на липень 2015 року в країні налічувалось 99 тис. унікальних інтернет-користувачів (172-ге місце у світі), що становило 88,7 % загальної кількості населення країни.

### Трудові ресурси
Загальні трудові ресурси 2015 року становили 51,61 тис. осіб, з яких лише 32,25 тис. є уродженцями Аруби, а 38 % — трудові мігранти (станом на 2007 рік) (192-ге місце у світі). Дані по структурі зайнятості економічно активного населення у господарстві країни відсутні. Більшість населення країни зайняте в торгівлі, готельному і ресторанному бізнесі. Безробіття 2005 року дорівнювало 6,9 % працездатного населення (84-те місце у світі); серед молоді у віці 15—24 років ця частка становила 28,9 %, серед юнаків — 29,9 %, серед дівчат — 27,5 % (43-тє місце у світі).

## Кримінал

### Наркотики

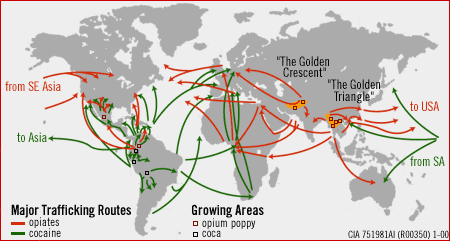
Світові маршрути наркотрафіку

Транзитна країна для наркотрафіку до США і Європи; незначні випадки відмивання грошей; відносно високий відсоток населення споживає кокаїн.

## Гендерний стан
Статеве співвідношення (оцінка 2015 року):
- при народженні — 1,02 особи чоловічої статі на 1 особу жіночої;
- у віці до 14 років — 1,01 особи чоловічої статі на 1 особу жіночої;
- у віці 15—24 років — 1,01 особи чоловічої статі на 1 особу жіночої;
- у віці 25—54 років — 0,93 особи чоловічої статі на 1 особу жіночої;
- у віці 55—64 років — 0,86 особи чоловічої статі на 1 особу жіночої;
- у віці за 64 роки — 0,64 особи чоловічої статі на 1 особу жіночої;
- загалом — 0,9 особи чоловічої статі на 1 особу жіночої[1].

## Демографічні дослідження
Демографічні дослідження у країні ведуться рядом державних і наукових установ Нідерландів.

### Українською
- Атлас. 10—11 клас. Економічна і соціальна географія світу / упорядники :  О. Я. Скуратович, Н. І. Чанцева. — К. : ДНВП «Картографія», 2010. — ISBN 978-966-475-639-3.
- Атлас світу / голов. ред. І. С. Руденко ; зав. ред. В. В. Радченко ; відп. ред. О. В. Вакуленко. — К. : ДНВП «Картографія», 2005. — 336 с. — ISBN 9666315467.
- Безуглий В. В. Економічна і соціальна географія зарубіжних країн : Навчальний посібник. — К. : ВЦ «Академія», 2007. — 704 с. — ISBN 978-966-580-239-6.
- Безуглий В. В., Козинець С. В. Регіональна економічна і соціальна географія світу : Навчальний посібник. — видання 2-ге, доп., перероб. — К. : ВЦ «Академія», 2007. — 688 с. — ISBN 966-580-144-9.
- Головченко В. І., Кравчук О. Країнознавство: Азія, Африка, Латинська Америка, Австралія і Океанія. — К., 2006. — 335 с. — ISBN 966-8939-04-2.
- Гудзеляк І. І. Географія населення: Навчальний посібник / І. Гудзеляк. — Л. : Видавничий центр ЛНУ імені Івана Франка, 2008. — 232 с. — ISBN 978-966-613-599-8.
- Дахно І. І. Країни світу: Енциклопедичний довідник / І. І. Дахно, С. М. Тимофієв. — К. : Мапа, 2011. — 606 с. — (Бібліотека нового українця) — ISBN 978-966-8804-23-6.
- Дахно І. І. Економічна географія зарубіжних країн : навчальний посібник. — К. : Центр учбової літератури, 2014. — 319 с. — ISBN 978-611-01-0682-5.
- Джаман В. О. Регіональні системи розселення: демографічні аспекти. — Чернівці : Рута, 2003. — 392 с. — ISBN 9665685988.
- Дорошенко Л. С. Демографія: Навчальний посібник. — К. : МАУП, 2005. — 112 с. — ISBN 966-608-442-2.
- Дубович І. А. Країнознавчий словник-довідник. — 5-те вид., перероб. і доп. — К. : Знання, 2008. — 839 с. — ISBN 978-966-346-330-8.
- Економічна і соціальна географія країн світу. Навчальний посібник / За ред. Кузика С. П. — Л. : Світ, 2002. — 672 с. — ISBN 966-603-178-7.
- Загальна медична географія світу / В. О. Шевченко [та ін.] — К. : [б.в.], 1998. — 178 с.
- Книш М. М., Мамчур О. І. Регіональна економічна і соціальна географія світу (Латинська Америка та Карибські країни, Африка, Азія, Океанія) : навч. посіб. — Л. : ЛНУ ім. Івана Франка, 2013. — 368 с. — ISBN 978-617-10-0007-0.
- Крисаченко В. С. Динаміка населення: Популяційні, етнічні та глобальні виміри. — К. : Видавництво Національного інституту стратегічних досліджень, 2005. — 368 с. — ISBN 966-554-083-1.
- Кузик С. П., Книш М. М. Економічна і соціальна географія країн Америки : навч. посіб. — Л. : ЛНУ ім. Івана Франка, 1999. — 299 с. — ISBN 966-613-026-2.
- Любіцева О. О., Мезенцев К. В., Павлов С. В. Географія релігій. — К. : АртЕК, 1999. — 504 с. — ISBN 966-505-006-0.
- Масляк П. О. Країнознавство. — К. : Знання, 2007. — 292 с. — (Вища освіта XXI століття)
- Масляк П. О., Дахно І. І. Економічна і соціальна географія світу / П. О. Масляк, І. І. Дахно ; за ред. П. О. Масляка. — К. : Вежа, 2003. — 280 с. — ISBN 966-7091-53-8.

### Російською
- (рос.) Антильские острова (Нидерландские) // Демографический энциклопедический словарь / главн. ред. Валентей Д. И. — М. : Советская энциклопедия, 1985. — 608 с.
- (рос.) Аруба // Латинская Америка. Энциклопедический справочник [в 2-х тт.] / Главный редактор В. В. Вольский. — М. : Советская энциклопедия, 1979. — Т. 1. А-К. — 576 с.
- (рос.) Антильские острова (Нидерландские) // Страны и народы. Америка. Общий обзор Латинской Америки. Средняя Америка / Редкол. : отв. ред. В. В. Вольский, Я. Г. Машбиц и др. — М. : «Мысль», 1981. — 333 с. — (Страны и народы) — 180 тис. прим.
- (рос.) Атлас народов мира / Отв. ред. С. И. Брук и В. С. Апенченко. — М. : ГУГК ГГК СССР и Институт этнографии им. Н. Н. Миклухо-Маклая АН СССР, 1964. — 185 с. — 20 тис. прим.
- (рос.) Численность и расселение народов мира. Этнографические очерки / под ред. С. И. Брука. — М. : Издательство АН СССР, 1962. — 487 с.
- (рос.) Лаппо Г. М. География городов: Учебное пособие для географических факультетов вузов. — М. : Туманит, изд. центр ВЛАДОС, 1997. — 476 с. — ISBN 5-691-00047-0.
- (рос.) Ягельский А. География населения. — М. : Прогресс, 1980. — 383 с.